# VideoSport MK2

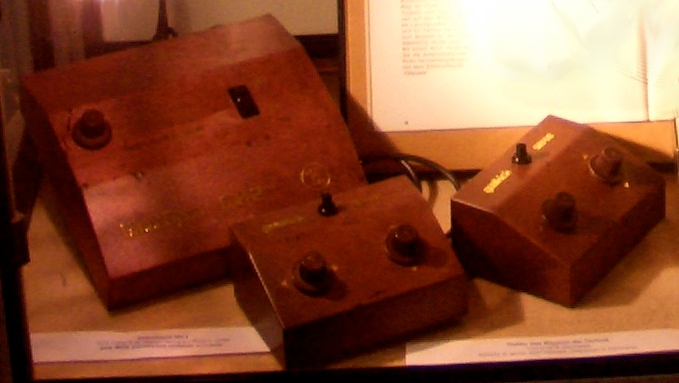
El original VideoSport MK2

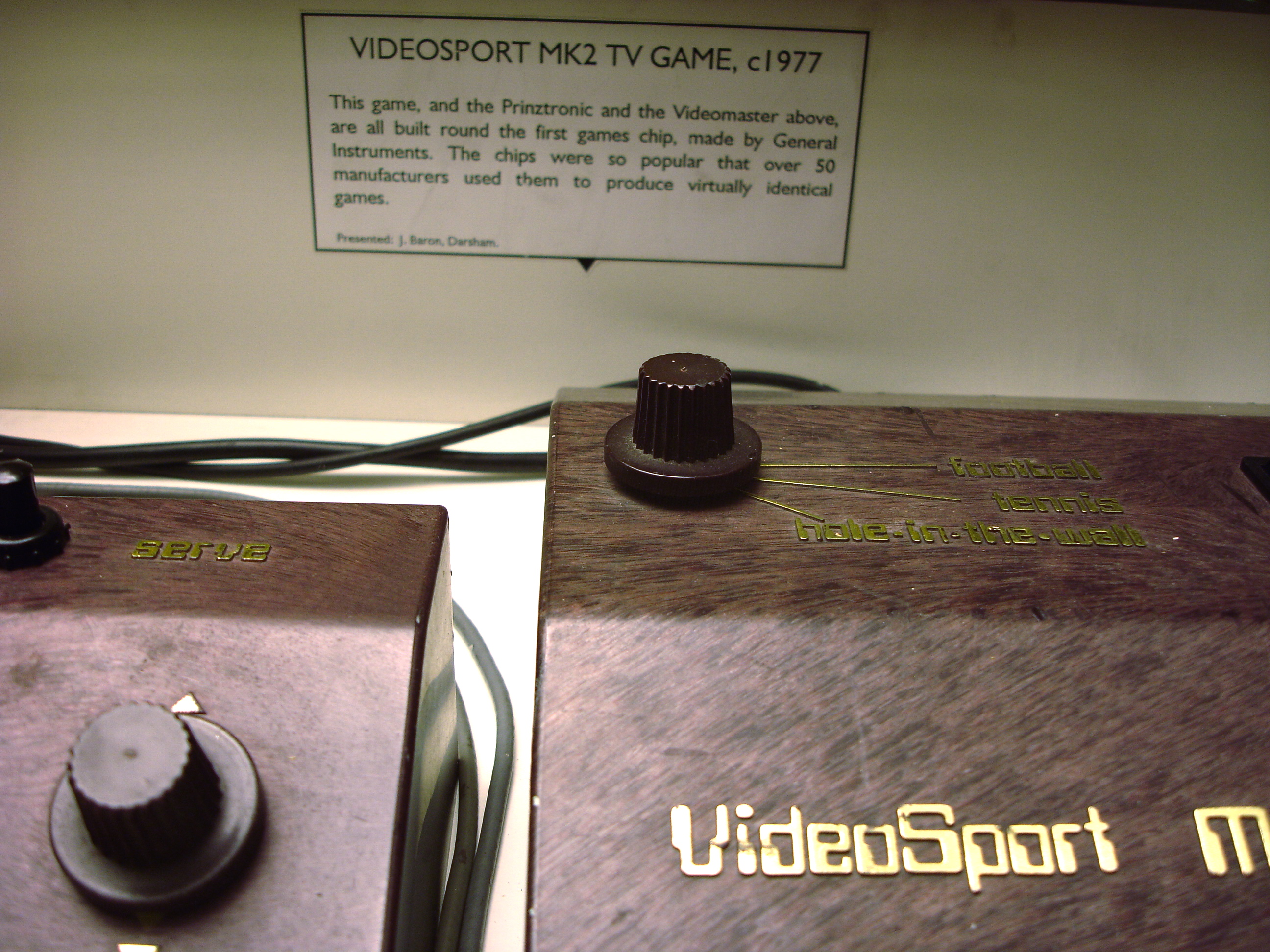
Un primer plano de VideoSport MK2 que muestra la perilla utilizada para elegir entre los tres juegos de la consola

El VideoSport MK2 es una consola de videojuegos que fue producida por VideoSport Ltd. y Redbourn Plastics en St. Albans (Hertfordshire), siendo principalmente vendida por Henry's, un minorista británico de televisión y equipos de alta fidelidad desde 1975 hasta 1977.  Los clientes podían comprar la consola en las tiendas o recibirla por correo .  Para mayo de 1976, se habían vendido más de 10 000 unidades de la consola.

## Hardware

### Consola y controladores
La consola tiene un cuerpo central con solo un interruptor de encendido y una perilla para seleccionar uno de los tres juegos: Fútbol , Tenis / Pong y Agujero en la pared.  Hay dos controladores con cables que se conectan a la consola, con dos palas cada uno (para movimientos verticales y horizontales) y un botón (para servir y patear objetivos).  Hubo dos variaciones de la consola, el VideoSport MK2 original con letras doradas y un VideoSport MK2 posterior sin letras doradas, probablemente introducido en un intento por reducir los costos de producción.  El VideoSport MK2 se ensamblaba mayormente a mano, y el color de los botones pulsadores dependía de las partes que se habían comprado "sobre la marcha".

### Especificaciones técnicas
Dentro de la consola, solo hay dos circuitos integrados de tipo TTL, cada uno con cuatro puertos NAND.  El circuito restante comprende únicamente componentes discretos. La fuente de alimentación se proporciona únicamente a través de la corriente de red.